# Олександра Пілсудська
Олександра Пілсудська, до шлюбу Щербінська (12 грудня 1882, Сувалки — 31 березня 1963, Лондон) — польська борчиня за незалежність, служила в польських легіонах, нагороджена орденом Virtuti Militari, активістка ППС, друга дружина Юзефа Пілсудського.

## Біографія

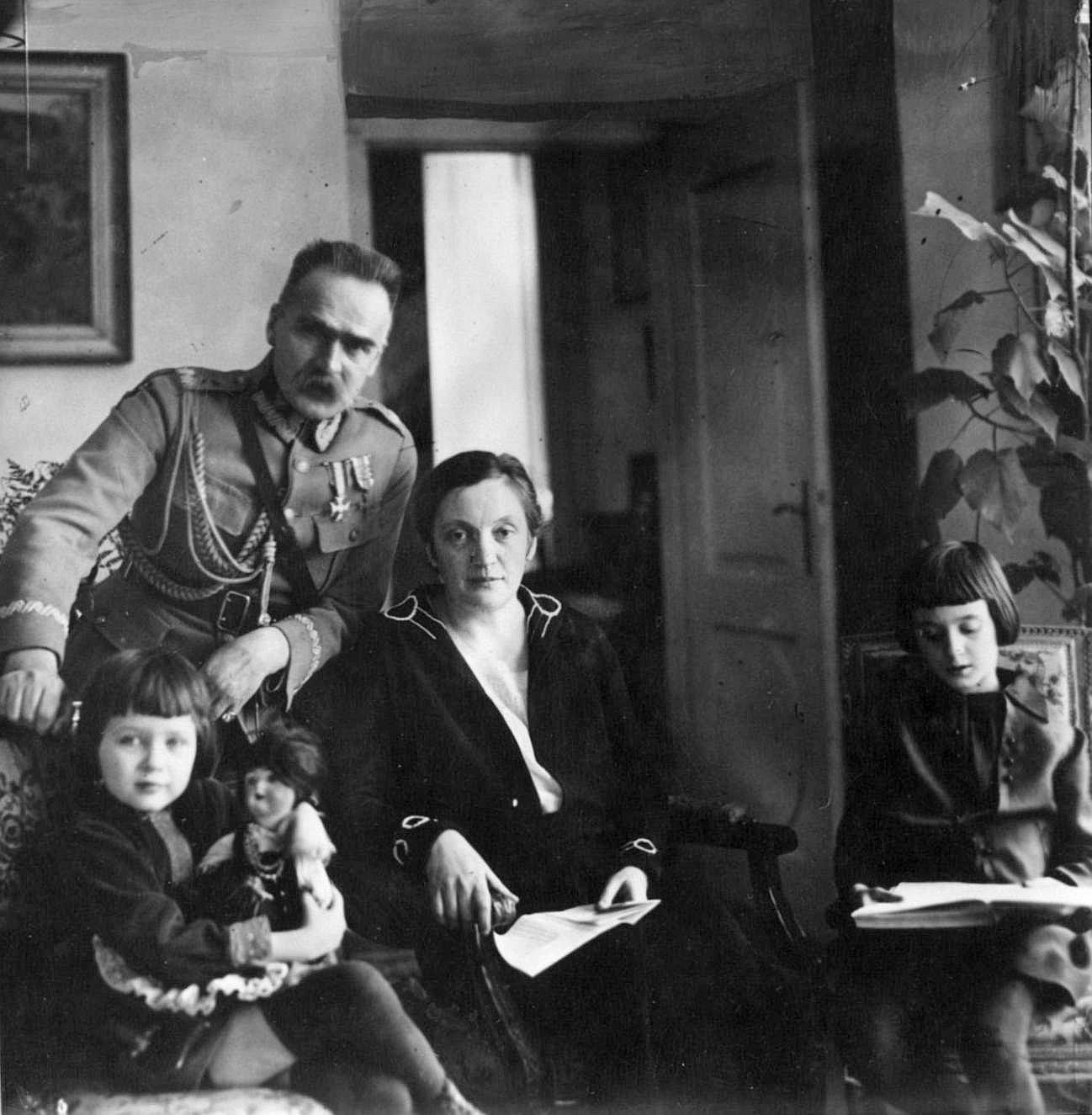
Олександра та Юзеф Пілсудські з доньками Вандою та Ядвігою

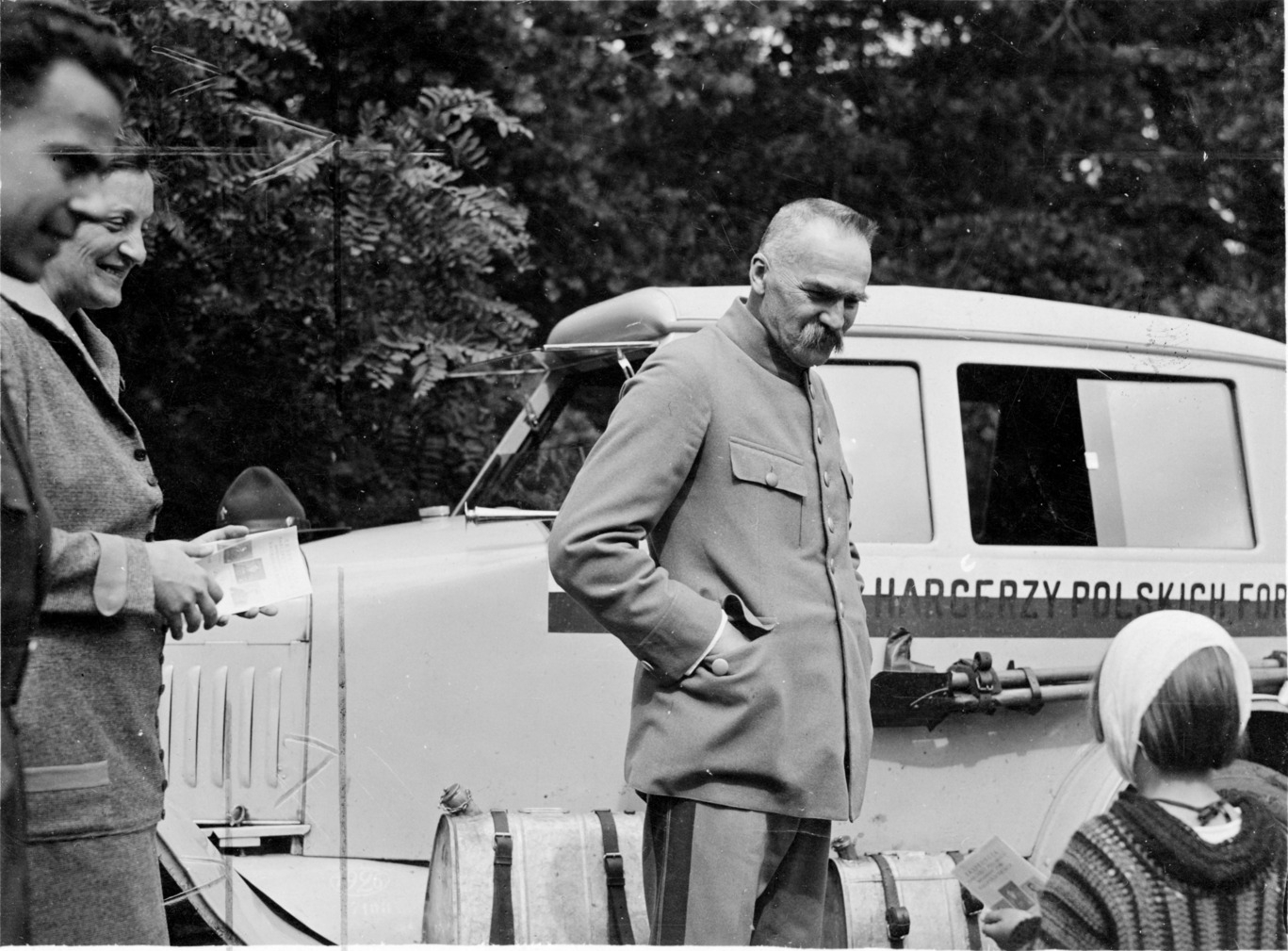
Олександра Пілсудська з чоловіком у Сулейовку

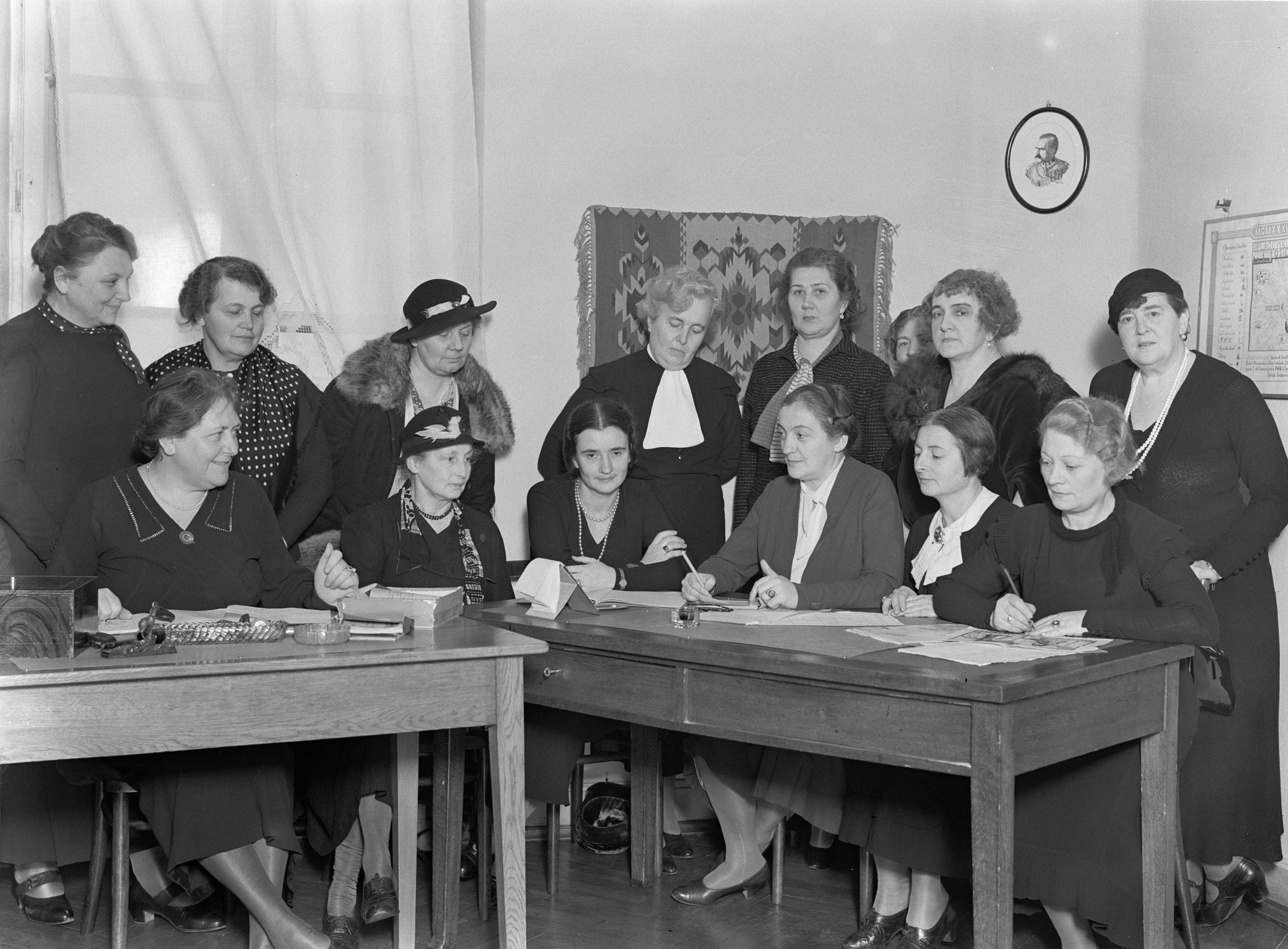
Олександра Пілсудська (третя справа в нижньому ряду) на зустрічі жінок-учасниць організації, що опікується долею сиріт і безпритульних дітей, жертв Першої світової війни (1934)

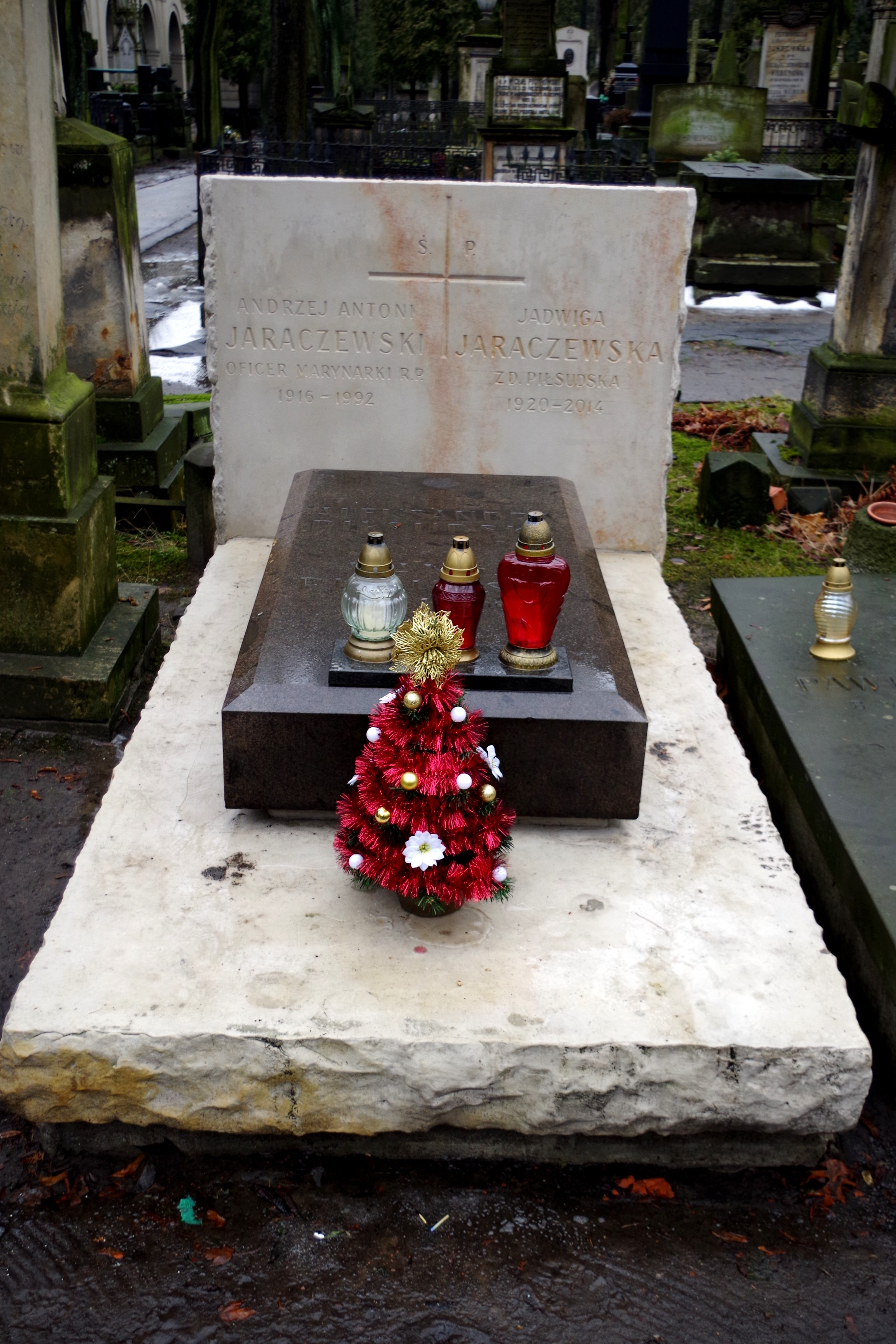
Могила Олександри, Ядвіги та Ванди Пілсудських і капітана Анджея Ярачевського на цвинтарі Повонзкі у Варшаві

Її батьки — Пьотр Павло Щербінський (30 червня 1846, Сувалки — 25 березня 1896, там же), муніципальний чиновник, син Міхала та Анни Дормейко, та Юлія Ядвіга (14 квітня 1852 — 25 січня 1894, Сувалки), дочка Станіслава Загорського та Кароліни Трускольської. Після смерті батьків її вихованням займалися бабуся Кароліна Загорська та тітка Марія Загорська. 1901 року закінчила гімназію в Сувалках, у 1901–1904 відвідувала курси торгівлі Й.Семирадської, а також навчалася в Летючому університеті. У 1903 році почала працювати діловодкою на фабриці шкіряних виробів.
У 1904 році вступила до Польської соціалістичної партії. Брала участь у багатьох терористичних акціях, зокрема в акції під Безданами та пограбуванні Держбанку в Києві. У 1907 році її заарештувала російська поліція у Варшаві, але звільнила за браком доказів. Після цього переїхала до Києва. У травні 1906 року вона познайомилася з Юзефом Пілсудським. Переїхала до Львова. Налагодила співпрацю зі Стрілецьким товариством, стала співзасновницею Товариства захисту політичних в'язнів.
Після початку Першої світової війни приєдналася до польських легіонів і була приділена до розвідувально-кур’єрського підрозділу 1-ї бригади польських легіонів, а також була командиркою кур’єрів легіону. Після розформування частини діяла підпільно в прусській окупації, зберігаючи зброю та перевозячи літературу. Входила до Польської військової організації, за що була заарештована німцями в листопаді 1915 року. Була інтернована в таборі в Щипйорно. Звільнена після акту 5 листопада 1916 року. Повернулася до Варшави, де працювала діловодкою в овочесушильній конторі. З 1917 по 1918 рік була кур'єркою вибухівки та розвідницею в ПОВ.
7 лютого 1918 Олександра народила дочку Ванду (пом. 16 січня 2001), а 28 лютого 1920 другу дочку Ядвігу (пом. 16 листопада 2014). Пілсудський не міг одружитися з нею, бо його дружина Марія Пілсудська не згоджувалася на розлучення. Лише після її смерті 17 серпня 1921, після 15 років стосунків Юзеф з Александрою одружилися 25 жовтня 1921 в Бельведері. 
Юзеф і Александра Пілсудські жили на віллі Мілюсін у Сулеювеку поблизу Варшави. Зиму 1930/1931 рр. Пілсудський провів на Мадейрі в компанії, серед інших, лікарки Євгенії Левицької, з якою зрадив. Олександра Пілсудська тяжко переживала роман чоловіка (як стверджувала її найближча подруга Яніна Присторова, «Оля виснажена, стурбована, напівпритомна»). Після повернення з Мадейри Олександра Пілсудська вимагала від чоловіка розірвати всі стосунки з Левицькою, що й сталося (Левицька, переслідувана, принижена та спустошена, покінчила життя самогубством).
Пілсудська була активною громадською діячкою. З 1926 року вона була в капітулі ордену Virtuti Militari. Після 1926 р. брала участь у зборі коштів для товариства «Наш дім», яке утримувало дитячий будинок. Вона стала почесним членом і головою товариства «Rodzina Wojskowa», заснованого в 1925 році (отримала членський квиток № 1). У цій організації вона організовувала дитячі садки та початкові школи для родин військових у Варшаві. До 1939 року була головою правління Комітету піклування про найбідніших мешканців Варшави «Osiedle». В асоціації «Osiedle» вона підтримувала мешканців бараків для бездомних у Варшаві, а в асоціації «Opieka» створювала громадські центри з бібліотеками для молоді. Була активісткою в Спілці захисників Вітчизни — організації, яка підтримувала зв'язок між ветеранами Першої світової війни. Була співредакторкою двох томів спогадів учасників незалежницької діяльності. До 1939 року була головою головної ревізійної комісії Комітету зимової допомоги громадянам; У цій якості вона відвідала Лодзь у перших числах травня 1939 року.
Після початку Другої світової війни, агресії Німеччини та агресії СРСР проти Польщі в 1939 році Олександра з дочками Вандою та Ядвігою евакуювалася до Вільнюса, потім до Каунаса в Литві, а потім, після окупації Вільнюса, перебралася до Риги, після чого вилетіла рейсовим літаком шведсько-радянської авіакомпанії з Латвії до Швеції, а потім спеціальним літаком до Лондона. 
Померла 31 березня 1963 року. Похована на кладовищі Норт-Шин. 28 жовтня 1992 року її прах було покладено в родинну гробницю на цвинтарі Повонзкі у Варшаві (секція 6-2-29).

## Ордени та нагороди
- Срібний хрест ордена Virtuti Militari № 6110, « за мужність і стійкість, виявлені в боротьбі за незалежність» )
- Велика стрічка Ордена Відродження Польщі (11 листопада 1937) [11]
- Командорський хрест із зіркою Ордена Відродження Польщі (8 листопада 1930) [12]
- Командорський хрест Ордена Відродження Польщі (10 листопада 1928) [13]
- Хрест Незалежності з мечами (6 листопада 1930) [14]
- Хрест Доблесті
- Золотий Хрест Заслуги (9 листопада 1932) [15]
- Хрест 70-річчя Січневого повстання (1933) [16]
- Знак Пошани Польського Червоного Хреста 1 ступеня (1935) [17]
- Золотий знак Пошани Ліги протиповітряної та протигазової оборони І ступеня [18]

## Вшанування пам'яті
Постановою Сейму Республіки Польща 9-го скликання від 22 липня 2022 року було прийнято рішення про встановлення 2023 року Роком Олександри Пілсудської. 

## Виноски
1. ↑  Królikowski, Lech (1990). Warszawskie adresy marszałka. Warszawa: Państwowe Wydawnictwo Naukowe. с. 75. ISBN 83-01-10291-8.
2. ↑  Andrzej Krajewski „Przy uchu Komendanta” Dziennik Gazeta Prawna 96/2018, str. A28.
3. ↑  Historia. rodzinawojskowa.pl. 95-lecie powstania Stowarzyszenia „Rodzina Wojskowa”. ordynariat.wp.mil.pl.
4. ↑  Dni. Skróty. W Służbie Penitencjarnej. Nr 13: 15. 1 lipca 1939. {{cite journal}}: |volume= має зайвий текст (довідка)
5. ↑  Aleksandra Piłsudska, Wspomnienia, op. cit. s. 249–253.
6. ↑  Aleksandra Piłsudska, Wspomnienia, op. cit. s. 259.
7. ↑  Pani Marszałkowa Piłsudska w Łodzi. Gazeta Lwowska: 1. nr 96 z 28 kwietnia 1939.
8. ↑  „Łódź w Ilustracji”, 7 V 1939, nr 18, s. 6; dwie fotografie.
9. ↑  „Ku swemu przerażeniu [...] dowiedziałam się, że samolot należy do szwedzko-rosyjskiej linii lotniczej, a pilotem jest Rosjanin” za: Aleksandra Piłsudska, Wspomnienia wyd. Novum, Warszawa 1989, s. 32.
10. ↑  Edward Raczyński, „W sojuszniczym Londynie” Londyn 1974.
11. ↑  M.P. z 1937 r. nr 260, poz. 410 „za wybitne zasługi na polu pracy społecznej”.
12. ↑  M.P. z 1930 r. nr 260, poz. 351 „za zasługi w pracy na polu opieki nad dziećmi”.
13. ↑  M.P. z 1928 r. nr 260, poz. 630 „za wybitne zasługi na polu pracy niepodległościowej i społecznej”.
14. ↑  M.P. z 1930 r. nr 260, poz. 349 „za pracę w dziele odzyskania niepodległości”.
15. ↑  M.P. z 1932 r. nr 259, poz. 297 „za zasługi na polu pracy społecznej”.
16. ↑  Polskie ordery, odznaczenia i niektóre wyróżnienia zaszczytne 1705–1990. T. 1. Zielona Góra: Kanion. 1992. с. 244.
17. ↑  Polski Czerwony Krzyż. Sprawozdanie za 1935. Warszawa. 1936. с. 11.
18. ↑  Piętnastolecie L. O. P. P. Warszawa: Wydawnictwo Zarządu Głównego Ligi Obrony Powietrznej i Przeciwgazowej. 1938. с. 287.
19. ↑  M.P. z 2022 r. poz. 740.